# 巴拉格尔郭勒
巴拉格尔郭勒，也作巴拉嘎尔高勒，位于中华人民共和国内蒙古自治区东部的一条内陆河，发源于浩勒图高勒镇迪彦（庙）林场东南与赤峰市巴林右旗交界处的道陶尔拜其山，蜿蜒向西北流经迪彦（庙）林场、巴拉嘎尔高勒嘎查等地，于旗政府驻地巴拉嘎尔高勒镇逐渐转向北，经巴彦胡舒苏木后进入东乌珠穆沁旗境内，最终于哈尼呼热东南注入乌拉盖戈壁。河长244.4千米，流域面积8268.49平方千米，河道平均坡降约为1.29‰，年均径流量0.432亿立方米。干流在巴彦胡舒苏木以下河道不明显，只有大水年份有洪水汇入乌拉盖戈壁。